# 산나이마루야마 유적

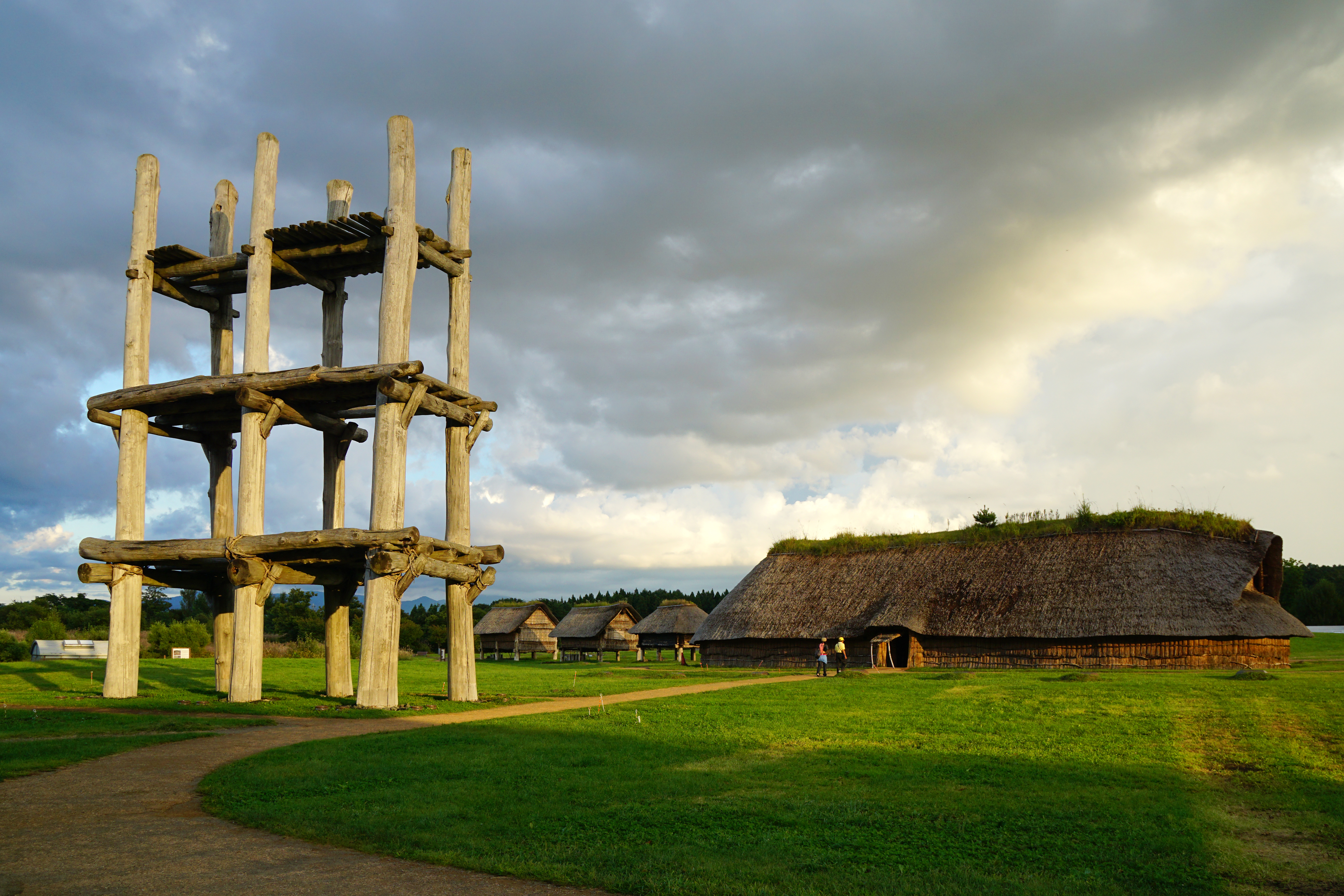
산나이마루야마 유적

산나이마루야마 유적(일본어: 三内丸山遺跡)은 일본 아오모리현 아오모리시에 위치한 조몬 시대 중기(후기신석기)의 대규모 취락지 유적이다. 1994년의 조사에서 직경 1미터의 거대목주열이 6개가 출토되면서 각광을 받아 현재 관광지가 되어 있다. 길이 30미터의 대형 건물이나 굴립주 건물 자취, 약 500기의 수혈주거 흔적, 무덤, 성토 고건축의 잔존물 등이 35ha에 걸쳐 분포하고 있다.